# Menir de Luzim
O Menir de Luzim, igualmente conhecido como Marco de Luzim, é um monumento megalítico situado na freguesia de Luzim e Vila Cova, no município de Penafiel, em Portugal.
Está classificado como Imóvel de Interesse Público desde 1970.

## Descrição e história
O Menir situa-se num local conhecido como Lomar, na zona da Tapada de Sequeiros, numa área pouco acidentada entre várias elevações, sendo considerada parte da Serra de Luzim.  Este local situa-se na fronteira entre as freguesias de Luzim e Vila Cova e de Perozelo, ambas no concelho de Penafiel, tendo acesso pela Estrada Nacional 312. O menir é normalmente integrado no conjunto de monumentos megalíticos de Luzim ou da Tapada de Sequeiros, que consiste em cinco mamoas e no conjunto de pinturas rupestres das Pegadinhas de São Gonçalo. Consiste num monólito alongado em granito, com uma secção sub-pentagonal, sem quaisquer elementos decorativos, que foi instalado de forma vertical no solo. Tem cerca de 2,5 m de altura, dos quais 2,15 m estão acima do solo. Durante trabalhos arqueológicos feitos na Década de 1930 pelo investigador Joaquim Santos Júnior, foi descoberta uma série de pequenas pedras em redor da base, em forma de cunha, que serviam de base.
O monumento terá sido erguido durante os períodos neolítico ou neo-calcolítico. As primeiras referências ao menir foram escritas em 1864 por Simão Rodrigues Ferreira, no jornal O Século XIX, publicado em Penafiel, podendo ser os mais antigos registos em território nacional relativos a um monumento megalítico deste tipo. Rodrigues Ferreira escreveu novamente sobre o Menir de Luzim em 1875, na obra Antiguidades do Porto, e em 1880, nos Anais do Município de Penafiel. Em 1895, o menir foi referido pelo arqueólogo José Leite de Vasconcellos na obra O Archeologo Português.
Na Década de 1930, o monumento foi estudado por Joaquim Santos Júnior, a convite do sacerdote José Monteiro de Aguiar, tendo escavado a sua base. Em 1940 José Monteiro de Aguiar e Joaquim Santos Júnior publicaram uma obra em conjunto O menir de Luzim, na sequência de uma comunicação apresentada no Congresso do Mundo Português. Na Década de 1960 José Lanhas escreveu sobre o menir, e em 1970 foi classificado como Imóvel de Interesse Público pelo Decreto n.º 251, de 3 de Junho. Em 1982, Vítor Oliveira Jorge investigou o monumento como parte da sua tese de doutoramento sobre o megalitismo no Norte do país. Em 2008 foi alvo de obras de limpeza, passando a fazer parte do Itinerário Arqueológico do Vale do Tâmega - Penafiel, com a instalação de um percurso pedonal, que liga vários monumentos na área.

## Leitura recomendada
- BETTENCOURT, Ana M. S. (2013). «A Pré-História do Noroeste Português» (PDF). Arkeos. In Territórios da Pré História em Portugal. Volume 2 (36). Braga e Tomar. Consultado em 30 de Maio de 2021 – via Universidade do Minho
- FERREIRA, Simão Rodrigues (1875). Antiguidades do Porto. Porto: Typographia Lusitana. 164 páginas
- FERREIRA, Simão Rodrigues (1864). «Apontamentos para a história topográfica de Penafiel». O seculo XIX. Penafiel
- LANHAS, Fernando; BRANDÃO, Domingos de Pinho (1965). «Inventário de objectos e lugares com interesse arqueológico (parcela 1246)». Revista de Etnografia. Porto. p. 288-289
- VASCONCELLOS, José de Leite de (1895). «Notícias archeológicas de Penafiel» (PDF). O Archeologo Português. 1.ª Série. Lisboa. Consultado em 30 de Maio de 2021 – via Direcção-Geral do Património Cultural
- AGUIAR, José Monteiro de; SANTOS JÚNIOR, Joaquim Rodrigues dos (1940). «O menir de Luzim (Penafiel)». Congresso do Mundo Português, Lisboa, 1940. Memórias e Comunicações apresentadas ao Congresso da Pré e ProtoHistória de Portugal (I Congresso). Lisboa: Comissão Executiva dos Centenários